# Језеро страха
Језеро страха (енгл. Lake Placid) амерички је природни хорор филм из 1999. године, редитеља Стива Мајнера, са Била Пулмана, Бриџет Фондом, Оливером Платом, Бренданом Глисоном, Бети Вајт и Маришком Харгитеј у главним улогама. Прича прати џиновског крокодила, који терорише становнике у близини Црног језера у Мејну, док група научника и полицајаца покушавају да га зауставе.
Филм је премијерно приказан 16. јула 1999, у дистрибуцији продукцијске куће Твентит сенчури фокс. Зарадио је 56,9 милиона долара са двоструко мањим буџетом. Добио је осредње и претежно негативне оцене критичара. Роџер Иберт сврстао га је међу 10 најгорих филмова године и описао као „комплетан промашај, од почетка до краја”. С друге стране, Ендру Колинс из часописа Емпајер дао му је позитивну рецензију и оценио са 4/5 звездица.
Године 2007. снимљен је наставак под насловом Језеро страха 2.

## Радња
У Црном језеру у округу Арсутук (Мејн), мистериозно чудовиште напало је и убило рониоца, пред градским шерифом. Амерички музеј природне историје послао је палеонтолошкињу Кели Скот да истражи зуб пронађен у телу настрадалог човека. Испоставља се да се ради о џиновском крокодилу, који се већ годинама крије у Црном језеру.

## Улоге
| Глумац           | Улога                    |
| ---------------- | ------------------------ |
| Бил Пулман       | Џек Велс                 |
| Бриџет Фонда     | Кели Скот                |
| Оливер Плат      | Хектор Сир               |
| Брендан Глисон   | шериф Ханк Кио           |
| Бети Вајт        | госпођа Делорес Бикерман |
| Мередит Селенџер | заменик шерифа Шерон Гер |
| Дејвид Луис      | Волт Лосон               |
| Тим Диксон       | Стивен Данијелс          |
| Натасија Малте   | Џанин                    |
| Маришка Харгитеј | Мира Окубо               |
| Џед Рис          | заменик шерифа Бурк      |
| Ричард Ликок     | заменик шерифа Стивенс   |
| Џејк Т. Робертс  | полицајац Коулсон        |
| Ти Олсон         | војник                   |
| Адам Аркин       | Кевин                    |
| Стив Мајнер      | пилот                    |